# Sardi (musicista)
Sardi (Yogyakarta, dicembre 1910 – Giacarta, 21 ottobre 1953) è stato un compositore e musicista indonesiano, noto per essere stato il primo supervisore musicale del suo paese.
Lui e sua moglie Hadidjah erano i genitori di Idris Sardi, vincitore di numerosi Citra Award.

## Biografia
Sardi nacque a Yogyakarta, nelle Indie olandesi, nel dicembre del 1910. Formatosi alla Scuola Lagere, studiò anche il violino con il padre che era il leader dell'Orchestra Norma nel palazzo del sultano Hamengkubuwono VII. Sardi fu poi mandato a studiare da altri maestri, tra cui uno di nome Fernando e un altro chiamato Jonocy; il secondo dei due era il capo di un'orchestra che suonava presso l'edificio della società locale. Sardi suonò per un certo periodo con Jonocy, ma lo lasciò per andare in tour nella Giava Centrale con Kunstkring; quando suo padre non era disponibile, in alcune occasioni condusse l'orchestra al palazzo del sultano.
Nel 1936 Sardi si trasferì a Giacarta per unirsi alla troupe di Faroka, i cui membri includevano Roekiah e suo marito Kartolo. Si trasferì poi alla Sweet Java Opera nel 1937. Nel 1939 sposò Hadidjah da cui ebbe un figlio, Idris. Quell'anno gli fu proposto da The Teng Chun della Java Industrial Film di entrare a far parte della compagnia come direttore musicale. Sardi accettò l'offerta diventando il primo supervisore musicale professionale nelle Indie. La moglie Hadidjah, nel frattempo, venne ingaggiata come attrice.
Sardi fece il suo debutto come supervisore alla JIF nel 1939 con il film Alang-Alang. Alang-Alang fu un enorme successo commerciale nelle Indie e nella vicina Malesia britannica, e secondo lo storico del cinema indonesiano Misbach Yusa Biran ad esso si deve il risveglio nei successivi anni quaranta dell'industria cinematografica locale.
I giapponesi occuparono le Indie olandesi nel marzo del 1942, chiudendo tutti gli studi cinematografici incluso il JIF. Durante l'occupazione, durata circa tre anni, Sardi suonò per la radio degli invasori giapponesi. Il 17 agosto 1945 l'Indonesia proclamò la sua indipendenza dal dominio olandese, ma alla fine dell'anno il governo coloniale rioccupò la capitale, Giacarta (vedi Guerra d'indipendenza indonesiana). Sardi si rifiutò di lavorare per gli olandesi, continuando a suonare in ristoranti, bar, e ai matrimoni.
Dopo che il governo repubblicano rioccupò la capitale, Sardi lavorò nuovamente per la radio sotto la guida di Sjaiful Bachri. Morì a Giacarta il 21 ottobre 1953, all'età di 42 anni.

## Filmografia
- Alang-Alang (1939)
- Rentjong Atjeh  (1940)
- Matjan Berbisik  (1940)
- Melati van Agam  (1940)
- Si Gomar  (1941)
- Srigala Item  (1941)
- Matula (1941)